# Wyżeł fryzyjski
Wyżeł fryzyjski – jedna z ras psów należąca do grupy wyżłów i seterów. Podlega próbom pracy.

## Rys historyczny
Rasa powstała we Fryzji, prawdopodobnie z krzyżówek między holenderskim psem na kuropatwy, dużym wyżłem holenderskim i spanielami.

## Charakter i usposobienie
Cechuje je pojętność i łagodność. Stabyhoun może odnajdywać, wystawiać i aportować zwierzynę. Adaptuje się dobrze do życia w rodzinie.

## Wygląd
Ten podobny do spaniela pies ma nieco wydłużony, ale proporcjonalny tułów, szeroką głowę i kufę zwężającą się w stronę nosa, Jego szata jest długa, gładka, z „piórami” i występuje w kolorach: czarnym, brązowym, pomarańczowym i błękitnym, z plamkami na białym tle